# Sedum drymarioides
Sedum drymarioides är en fetbladsväxtart som beskrevs av Henry Fletcher Hance. Sedum drymarioides ingår i Fetknoppssläktet som ingår i familjen fetbladsväxter. Inga underarter finns listade i Catalogue of Life.